# Bánki Zsuzsa (színművész)
Bánki Zsuzsa (egyes forrásokban: Bánky Zsuzsa) (Budapest, 1921. július 31. – Budapest, 1998. január 5.) kétszeres Jászai Mari-díjas magyar színésznő, érdemes és kiváló művész. Újhelyi Szilárd (1948–), majd Barlay Gusztáv felesége.

## Életpályája
Apja fogorvos, anyja kozmetikus volt. Iskoláit magánúton végezte. Már négyévesen megtanult olvasni, és az otthoni könyvtár gazdag irodalmi anyagának nagy részét az elemi iskolai évek alatt elsajátította. Rendszerint ő szavalt az ünnepélyeken, és 15 évesen, 1936-ban tette le az érettségit a Veres Pálné Gimnáziumban. 18 éves korára (1939) szerezte meg diplomáját a fővárosi Színművészeti Akadémián. Zsidó származása miatt nem jutott álláshoz egészen 1945-ig. Édesanyja 1944-ben a holokauszt áldozata lett, apja pedig súlyosan megbetegedett (ideg-összeroppanás), és csak néhány évvel élte túl. 1939–45 között a színésznő nem kapott állást színházi társulatban, alkalmi esteken szavalt csupán.
A háború utolsó évében lett a Nemzeti Színház tagja. 1949–51 között a Színház- és Filmművészeti Főiskola tanára volt, majd két évre leszerződött a Madách Színházhoz (1951–53). Innen a Petőfi Színházba ment át, ahol 1962-ig maradt. Ekkor véglegesen a Vígszínház társulatának tagja lett. Közben 1976-tól az Újvidéki Akadémia magyar színpadi beszéd, 1980-tól pedig az Állami Balett Intézet színészmesterség tanáraként is működött.
1987-től haláláig a Szomszédok c. sorozatban Szöllősiné Zsuzsa szemész főorvos szerepét alakította az 1. fejezettől a 282.-ig. 
Első férje Újhelyi Szilárd, a Nagy Imre-köréhez tartozó politikus volt, akitől az 1950-es években elvált. Második házastársa Barlay Gusztáv rendező volt, gyermekük nem született.

## Színpadi szerepek
A Színházi adattárban regisztrált bemutatóinak száma: 108; ugyanitt százhuszonkét színházi felvételen is látható.
- Shakespeare: Macbeth....Lady Macduff
- Shakespeare: Szentivánéji álom....Titánia
- Hauptmann: A bunda....Adelhaid
- Molnár Ferenc: Olympia....Olympia
- Beaumarchais: Figaro házassága....Cherubin
- Bródy Sándor: A tanítónő....Tóth Flóra
- Federico García Lorca: Bernarda Alba háza....Angustias
- Peter Turrini: József és Mária....Mária
- Joseph Kesselring: Arzén és levendula....Martha
- Shakespeare: Ahogy tetszik....Celia
- Alekszandr Galin: Vaklárma....Szvetlána
- Molnár Ferenc: A farkas....A kegyelmesasszony
- Tankred Dorst: Merlin, avagy a puszta ország....Herzeloide
- Örkény István: Forgatókönyv....Özv. idősb. Barabás Ádámné
- Gyurkovics Tibor: Isten bokrétája....Gonda Kornélné
- Tennessee Williams: Orfeusz alászáll....Vee
- Alan Ayckbourn: Keresztül-kasul....Fiona Foster
- Arthur Miller: Alku....Esther Franz
- Kazimir Károly–Jánosy István: Ramajana....Kaikei
- Déry Tibor: Tükör....Helén
- Thurzó Gábor: Az ördög ügyvédje....Edit
- Thurzó Gábor: Hátsó ajtó....Irén
- Nyikolaj Pogogyin: Arisztokraták....Szonja
- Friedrich Schiller: Don Carlos....Eboli
- Lope de Vega: A hős falu....Pascuala
- Priestley: Veszélyes forduló....Betty
- Alekszandr Osztrovszkij: Farkasok és bárányok....Glafira
- Gosztonyi János: Tiszta szívvel....Magda
- Jókai Mór-Hevesi: A kőszívű ember fiai....Alphonsine
- Visnyevszkij: Optimista tragédia....Komisszárnő
- Illés Endre – Vas István: Trisztán....Izolda
- Mesterházi Lajos: Az ártatlanság kora....Péter Olga
- Zilahy Lajos: A szűz és a gödölye....Margit
- Fehér Klára: A teremtés koronája....Mária
- Noël Coward: Vidám kísértet....Ruth
- Shakespeare: Vízkereszt, vagy amit akartok....Viola
- Lev Tolsztoj: Anna Karenina....Betsy
- Vercors: Zoo avagy az emberbarát gyilkos....Sybil Greame
- Shakespeare: II.Richárd....York hercegné
- Gyurkovics Tibor: Fekvőtámasz....Anya
- Füst Milán: A zongora....Neumanné
- Csurka István: Eredeti helyszín....Második örömanya
- Edward Albee: Érzékeny egyensúly....Edna
- Luigi Pirandello: IV.Henrik....Spina grófnő
- Milos Rejnus– Václav Renz: Királygyilkosság....Gertrud, dán királyné
- Jean-Paul Sartre: Altona foglya....Leni
- Berkesi András: Húszévesek....A meditáló húszéves anyja
- Jevgenyij Lvovics Svarc: Az árnyék....Julia Giuli
- Petőfi Sándor: Az apostol
- Fehér Klára: Kevés a férfi....Dr. Orlay Ágnes
- Lavrenyov: Amerika hangja....Merriel
- Móricz Zsigmond: Betyár....Dea
- Szigligeti Ede: Fenn az ernyő, nincsen kas....Gizella
- Szabó Magda: Kígyómarás....Paula
- Stendhal: Vörös és fekete....De Renalné

## Filmjei

### Játékfilmek
- A tanítónő (1945)
- Valahol Európában (1948)
- Egy asszony elindul (1948)
- Díszmagyar (1949)
- Körúti tánc (1954)
- Veszélyes lejtő (1955)
- Éjfélkor (1957)
- Germinal (1963)
- Ha egyszer 20 év múlva (1964)
- Ketten haltak meg (1965)
- Fügefalevél (1966)
- Ünnepnapok (1967)
- Falak (1968)
- Szerelmi álmok – Liszt (1970)
- Hófehér (1983)
- Hanyatt-homlok (1984)
- Küldetés Evianba (1988)
- Eröltetett menet (1989)
- Pókok (1989)

### Tévéfilmek
- Vihar a Sycomore utcában (1959)
- Gömböc (1962)
- Viselkedjünk úri módon!
- Ketten - Útikaland (1967)
- Úton (1967)
- A százegyedik szenátor 1–3. (1967)
- Kőrözés egy csütörtök körül (1969)
- Pásztoróra (1969)
- Egyszerű kis ügy (1969)
- Húszévesek (1969)
- Kalevala (1969)
- Egyszerű kis ügy (1969)
- A régi nyár (1970)
- Váratlan találkozások (1971)
- A tetovált nő (1971)
- Kulcs a lábtörlő alatt (1971)
- Három affér (1972)
- Bob herceg (1972)
- Véletlenek (1973)
- Lauterburg városparancsnoka (1973)
- Látogatók és útitársak (1974)
- Felelet 1–8. (1975)
- Egy nap Jersey szigetén (1975)
- A fantasztikum betör a detektívregénybe, avagy Daibret felügyelő utolsó nyomozása (1977)
- Nem lőnek, csak fúj a szél (1977)
- Égszakadás, földindulás (1977)
- Baleset (1978)
- Mementó - Nürnberg 1946 (1978)
- Ítélet előtt (1978)
- Karcsi kalandjai (1980)
- A farkas (1981)
- A 78-as körzet (1982)
- A zongora - A lázadó (1983)
- Kezdők (1983)
- A hattyú halála (1985)
- Széchenyi napjai (1985)
- A végtelenek a párhuzamosban találkoznak (1986)
- Az ördögmagiszter (1987)
- A megoldás (1987)
- Szomszédok (1987–1997)
- Egy gazdag hölgy szeszélye (1987)
- A védelemé a szó (1988)
- Margarétás dal (1989)

## Hangjáték, rádió
- Madách Imre: Az ember tragédiája (1938)
- Farquhard, George: A két szerencsevadász (1949)
- Nagy Ignác: Tisztújítás (1950)
- Karinthy Ferenc: Kőművesek (1951)
- Baróti Géza: Forró föld (1952)
- Július tizennegyedike  (1952)
- Fischer, Ernst: Megtalált ifjúság (1952)
- Lontai László:  Johanna újra itt van  (1952)
- Harald Hauser: A weddingi per (1953)
- Kristóf Károly: Szép juhászné (1954)
- Vajda István: A Török-utcai eset (1955)
- G.B.Shaw: Olyan szép, hogy nem is lehet igaz (1958)
- Gál Zsuzsa: Kincses Velence (1958)
- Illés Endre: Hazugok (1959)
- Illés Endre: A zsaroló (1959)
- Zola, Emile: Tisztes úriház (1959)
- Balzac, Honoré de: Elveszett illúziók(1961)
- Euripidész: Alkésztisz (1961)
- Jókai Mór: A mosolygó nagy mesemondó (1961)
- Kodolányi János: Vidéki történet (1961)
- Manzari, Nicola: A holtak nem fizetnek adót (1961)
- Antonov, Szergej: Aljonka (1962)
- Flesarowa-Muskat, Stanislawa: Menekülés (1962)
- Hauptmann: A bunda (1962)
- Irwin Shaw:  Hazafiak (1962)
- Móricz Zsigmond: Rokonok (1962)
- Opitz: A bomba (1962)
- Passuth László: A holtak nem harapnak (1962)
- Schiller, Friedrich: Ármány és szerelem (1963)
- Wlodzimierz Odojewski: Táncóra (1964)
- Wolfgang Hildesheimer: Bartschedel feltalálása (1964)
- Az emberség gyönyöre - Az ötvenéves Benjámin László köszöntése (1965)
- Günther Eich: A viterbói lányok (1965)
- Claude Mauriac: Beszélgetés (1966)
- Gáspár Margit: Az égbolt nem felel (1966)
- Lóránd Lajos: Várlak a Diadalív alatt (1966)
- A partok mellett (1968)
- Gergely Sándor: Vitézek és hősök (1968)
- Reymont, Wladislaw: Parasztok (1968)
- Stehlik, Miloslav: A bizalom vonala (1968)
- Jurandot, Jerzy: A kilencedik igaz (1969)
- Homérosz: Odüsszeia (1970)
- Agatha Christie: Doktor Christow halála (1971)
- Sőtér István: Eötvös József élete és művészete (1971)
- Agatha Christie: Alibi (1972)
- Móricz Zsigmond: Árvácska (1973)
- Lengyel Balázs: A szebeni fiúk (1977)
- Déry Tibor: A félfülű (1978)
- Csongor Rózsa: Banduka éhes (1979)
- A JÁTSZÓ EMBER - Logikus játék, játékos logika (1982)

## Díjai
- Farkas–Ratkó-díj (1948)
- Locarnói Nemzetközi Filmfesztivál legjobb női alakításért járó díja (1948)[8][9]
- Jászai Mari-díj (1953, 1954)
- Érdemes művész (1965)
- Ajtay Andor-emlékdíj (1982)
- Kiváló művész (1983)
- A Magyar Köztársasági Érdemrend középkeresztje (1996)[10]